# Kastelec
Kastelec – wieś w Słowenii, w gminie miejskiej Koper. 1 stycznia 2018 liczyła 80 mieszkańców.